# Verdello
Verdello [veɾˈdɛlːo] (Erdèl) [ɛɾˈdɛl] in dialetto bergamasco) è un comune italiano di 8 160 abitanti della provincia di bergamo in Lombardia. Situato nell'alta pianura padana si trova a circa 10 chilometri a sud-ovest dal capoluogo bergamasco.

## Geografia fisica
Il comune di Verdello si colloca a 10 chilometri a Sud-Ovest di Bergamo, confina a nord con Levate, a sud con Pognano, Spirano e Arcene, a est con Comun Nuovo e a ovest con Ciserano e Verdellino.
Sotto l'aspetto geologico, il territorio di Verdello si trova sul confine dei conoidi alluvionali dei fiumi Serio e Brembo dove scorre la roggia Morla presso il confine con Verdellino. I caratteri morfologici del territorio sono riconducibili al passato reticolo dei percorsi d'acqua, generato dallo scioglimento dei ghiacciai alpini alla fine dell'ultima glaciazione.

## Storia

### L'antichità
Gli oggetti più antichi ritrovati sul territorio di Verdello risalgono alla Preistoria e consistono in un numeroso gruppo di selci lavorate collocabili nell'età neolitica. Importanti rinvenimenti tombali testimoniano un insediamento abitativo di Celti golasecchiani, risalente al sec. VI-V a.C. Verso la fine del sec. II a.C., i Galli Insubri stanziati nella regione furono definitivamente sconfitti dai Romani, che procedettero a colonizzare il territorio suddividendolo con le centuriazioni.
La bonifica dei terreni determinò una capillare diffusione degli insediamenti abitativi, con culture prevalentemente cerealicole, e la realizzazione di un'importante rete viaria. Su questa via, in prossimità dell'oratorio dei Santi Cosma e Damiano, fu ritrovata la celebre colonna miliare, considerata tra le epigrafi romane più importanti della Provincia di Bergamo.

### Il Medioevo
Nel Medioevo, si susseguirono le invasioni barbariche, poi quelle dei Longobardi e dei Franchi, con i quali le popolazioni locali trovarono il modo di convivere. Al sec. IX risalgono le prime notizie scritte su Verdello e sull'esistenza di un castello, possedimento della potente famiglia ghibellina dei Suardi. Nel 1358 i soldati di Bernabò Visconti misero a ferro e fuoco il paese, distruggendo la torre del castello e bruciando vive 300 persone, tra uomini, donne e bambini. Con l'annessione alla Repubblica di Venezia, nel 1428, iniziò un periodo di relativa tranquillità, che favorì lo sviluppo del centro.

### L'Età Moderna e Contemporanea
Nel 1797 Napoleone occupò i territori della Repubblica di Venezia, dando vita alla Repubblica Cisalpina.
Questa ebbe vita breve, tanto che nel 1815 la Lombardia passo in mano degli Austriaci, che istituirono il Regno Lombardo-Veneto. Durante questo periodo, precisamente nel 1857, l'imperatore d'Austria inaugurò il tratto la ferrovia Ferdinandea che, con la stazione di Verdello-Dalmine, favorì ulteriormente lo sviluppo del paese.
Con l'annessione al Regno d'Italia, Verdello passò gradualmente da un'economia prevalentemente agricola ad una parzialmente industriale.

### Simboli
Lo stemma e il gonfalone sono stati concessi con decreto del presidente della Repubblica del 5 agosto 1991.
Il gonfalone è un drappo partito di giallo e di rosso.

## Monumenti e luoghi d'interesse

### Architetture religiose
Le notizie più antiche sulla chiesa, oggi prepositurale e dedicata ai santi Pietro e Paolo, risalgono al X secolo, ma l'edificio nel tempo subì numerose modifiche. Alla fine del XVIII secolo, la chiesa fu impreziosita con affreschi di Mauro Picenardi (Crema, 1735 – Bergamo, 1809). All'inizio del secolo scorso, fu completata dall'ing. Elia Fornoni (Bergamo, 1847–1925) e decorata con quadri di Ponziano Loverini (Gandino, 1845–1929), e in seguito fu abbellita dal portale in rame sbalzato da Tilio Nani (Clusone, 1901 - Bergamo, 1959).

Il santuario, edificato nel 1592 e dedicato a Santa Maria Annunciata, è abbellito da affreschi del Loverini, decorazioni di Ernesto Rusca, e dipinti di Francesco Zucco (Bergamo, ca. 1570 – Bergamo, 1627) e Gian Paolo Cavagna (Bergamo, 1550 ca. – Bergamo, 1627). L'oratorio dei Morti del Ravarolo fu edificato nei campi dalla popolazione verdellese, per onorare la memoria dei morti per la terribile peste del 1630, che costò 500 vittime su una popolazione di 1 300 abitanti.

### Architetture civili
La villa Gambarini, ora sede municipale, e il parco di pertinenza, risalgono ai primi anni del sec. XIX, e poco dopo fu edificato pure l'imponente mausoleo della famiglia, ricco di simboli dal significato non sempre esplicito. Il Museo del Territorio raccoglie una consistente collezione di oggetti, mobili, attrezzi, macchinari e documenti della civiltà contadina.

## Società

### Evoluzione demografica
Dalla fine della Seconda guerra mondiale ha conosciuto un incessante aumento di popolazione che l'ha portato a triplicare, nell'arco di un secolo, il numero di residenti.
Abitanti censiti

### Istituzioni, enti e associazioni

#### Banda musicale

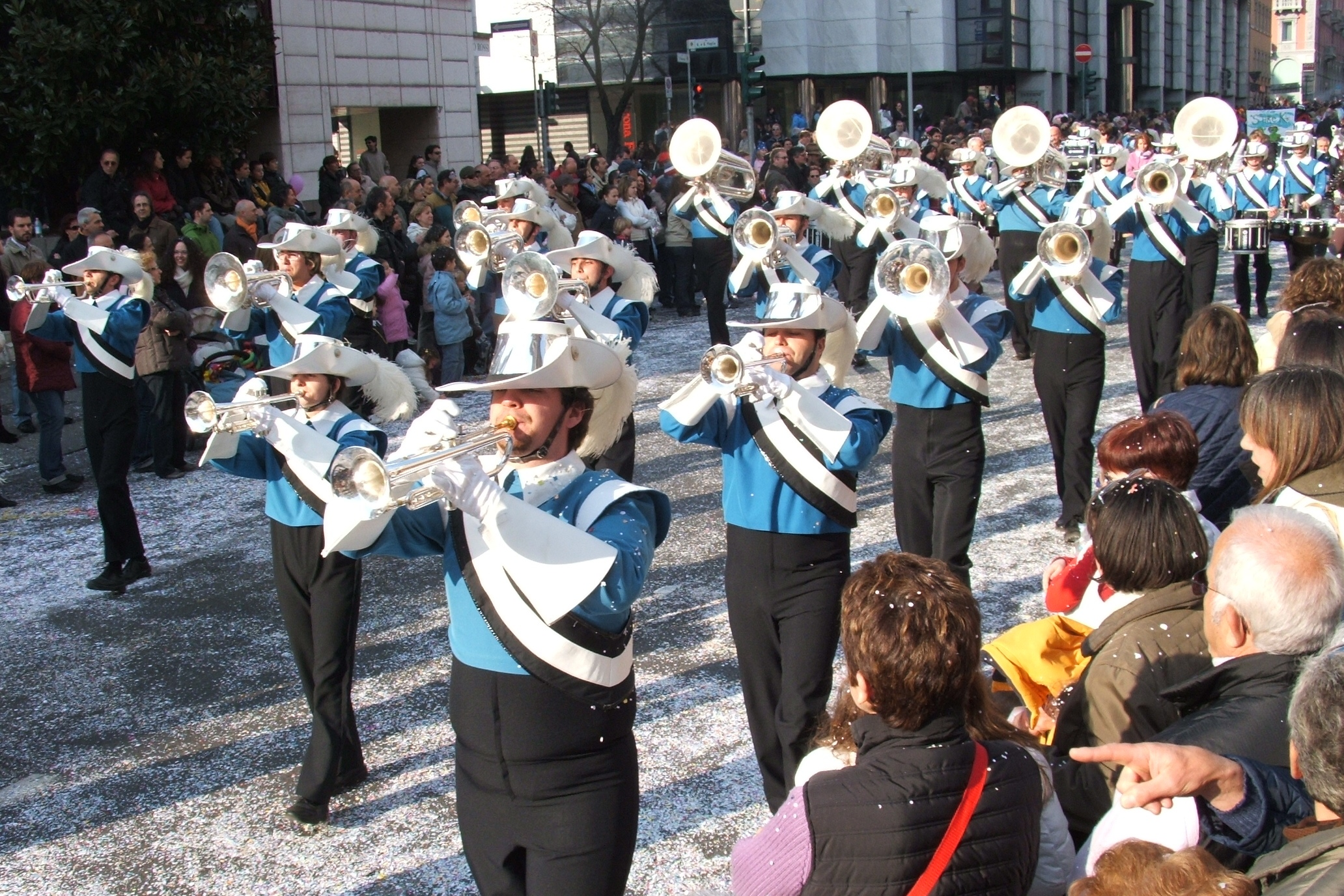
La Millennium Drum & Bugle Corps alla sfilata di mezza quaresima 2009 a Bergamo

A Verdello opera la Millennium Drum & Bugle Corps vincitrice (prima classificata tra ben 5 o al massimo 6 bande concorrenti) di tutti e cinque i campionati italiani di Marching band finora disputati (2005 2006 2007 2004 2005 2006 2007 2008).

## Cultura

### Eventi
- Sagra Verdellese. È una ricorrenza annuale che inizia il Lunedì dell'Angelo e dura due settimane durante le quali si svolgono diverse manifestazioni religiose, artistiche, folkloristiche e sportive.
- Festa del Parco
- Festa dei Patroni San Pietro e San Paolo Apostoli
- Feste Estive
- Festa dell'albero

## Geografia antropica

### Località
Secondo lo statuto comunale, la circoscrizione comunale non comprende frazioni.
Sono presenti comunque molte cascine e molte località rurali. Una piccola parte dell'abitato di Zingonia è località del territorio comunale.

## Economia
Le principali attività produttive nel comune di Verdello sono l'agricoltura e l'industria. Si coltivano principalmente cereali (mais e frumento) ed ortaggi, mentre il secondario è sviluppato nel settore metalmeccanico e tessile.

## Infrastrutture e trasporti
La stazione ferroviaria di Verdello-Dalmine è servita da treni regionali svolti da Trenord nell'ambito del contratto di servizio stipulato con la Regione Lombardia; qui fermano sia i RegioExpress, Milano-Bergamo, che effettuano questa sola fermata intermedia nella provincia orobica fuori dalle ore di punta, sia i Regionali della linea Bergamo-Treviglio, che fermano in tutte le stazioni.
Il paese è altresì attraversato dalla strada statale che collega Bergamo e Treviglio, anche se l’abitato può essere aggirato grazie ad una strada tangenziale allo stesso.
Dal 1880 al 1920 la località era inoltre servita da una fermata posta lungo la tranvia Lodi-Treviglio-Bergamo.

## Amministrazione

### Gemellaggi
- Balaruc les Bains

## Sport
Nell'ambito sportivo sono presenti diverse realtà sportive: nel settore calcistico è attiva la società A.C.O.V. ASD di pertinenza Parrocchiale. Tra i successi si ricorda la vittoria del campionato juniores provinciale nella stagione 2017/2018. Sono attive altre realtà sportive tra le quali si può enunciare il Basket Verdello e da pochi anni il Rugby con gli Harlequins Rugby Club Bergamo.